# Igor Chamo
Igor Naoumovitch Chamo (en ukrainien : Iгор Наумович Шамо ; en russe : Игорь Наумович Шамо, également romanisé Ihor Chamo), né le 21 février 1925 à Kiev, mort le 17 août 1982 à Kiev, est un compositeur ukrainien, auteur de concerti, d'un opéra, de musique de chambre, de musiques de film et d'au moins 300 chansons.
Artiste du peuple de la RSS d'Ukraine en 1976 et lauréat du prix d'Etat Taras-Chevtchenko en 1976, le compositeur est tombé dans l'oubli aujourd'hui.

## Biographie
Igor Chamo naît à Kiev le 21 février 1925, dans une famille d'origine juive. Il est diplômé en 1941 de l'école de musique Lysenko à Kiev, où ses matières principales sont la composition (classe de D. Pisarevsky) et le piano. Parmi ses professeurs figurent également Arseniy Yankelevich, Abram Lufer et Matvey Gozenpud. Grand ami de Yan Frenkel, il est contraint de quitter la ville et d'immigrer en raison de la mobilisation.
En 1941, Chamo est évacué vers Oufa, où il étudie alors la médecine pendant deux ans. Dès mai 1942, il est incorporé dans l'armée soviétique comme assistant médical. Il participe à des batailles autour du Voroney au sein du premier front ukrainien. Il se rend, en tant qu'ambulancier militaire de Stalingrad à Berlin. Blessé à la fin de la guerre, il est nommé lieutenant du service de santé.
A son retour à Kiev en 1946, il reprend ses études musicales à l' Académie de musique Tchaïkovski dont il sort diplômé avec mention en 1951. Admis en composition dans les classes de Boris Lyatoshinsky et de Lev Revutsky, il avait rejoint l'Union des compositeurs soviétiques dès 1948.
De longues années d'amitié et de créativité commune ont lié Igor Chamo et Vladimir Besfamilnov, professeur au Conservatoire de Kiev. L'accordéoniste a créé le concerto pour accordéon (à boutons) et orchestre symphonique sous la direction du compositeur.
Il meurt à Kiev le 16 août 1982.

### Compositions
À la fin de ses études, il joue son propre concert-ballade pour piano et orchestre.
Sa chanson populaire Kyieve Mii (My Kyiv) est considérée comme « l'hymne officieux de la capitale ukrainienne ». Le titre de ce chant est rappelé sur la plaque commémorative apposée sur le bâtiment où il a vécu.
Ses autres œuvres comprennent trois symphonies, composées successivement en 1964, 1967 et 1975, et un opéra, Yatranskiye Igri, qui est exceptionnellement composé pour un chœur a cappella et des solistes sur un texte d'Ivan Franko. Chamo est également l'auteur des plusieurs concerti pour flûte et orchestre, de pièces de musique de chambre, d'une quarantaine de musiques de film et de plus de 300 chansons parmi lesquelles l'hymne You don't love me, my Kiev.
Le compositeur est reconnu pour sa contribution à la chanson. Parmi les chansons lyriques connues figurent Autumn Gold, Three Councils, Enchanted Desna, Song of the Grey Swan, Oh, weep a wreath, Ukraine - my love. Il a dédié un cycle de chansons à sa ville natale : Kyiv Native, Only in Kiev, Dnepr Waltz, You don't love me, my Kiev ! sur des paroles de Dmitry Lutsenko.
La Grande Guerre patriotique occupe une place importante dans l'œuvre du compositeur. Il a écrit les ballades The Immortal Garrison, The Mound Stands Over the Volga, The Ballad of Soldiers, Front-line Soldiers, The Ballad of Brotherhood, Heroes-Cities, Remember Friends . De la musique et des chansons sur la guerre sont entendues dans des représentations théâtrales comme Diary Page, Blue Deer et des films Ils n'étaient connus que de vue, Loin de la patrie, La nuit avant l'aube, De la Bug to the Vistula, Thought about Kovpak, Ship Commander, Les fusées ne doivent pas décoller.
On retrouve aussi dans ses œuvres divers cycles vocaux sur des vers de Robert Burns et Andrey Malyshko ainsi que dix romances sur des vers de Taras Shevchenko.
Chamo nous laisse également plusieurs pièces pour piano seul dont des suites Ukrainien (Украинской), Classique (Классической), Aquarelles Hutsul (Гуцульских акварелей), Pensées de Taras (Тарасовых дум).

## Postérité
Plus de quarante pièces théâtrales ont été mises en scène sur la musique de Chamo, dont la tragédie Uriel Acosta de Karl Gutskov.

## Filmographie
- 1949  - Dnepr (Днепр)
- 1952  - Maksimka (Максимка)
- 1954  - Andries (Андриеш)
- 1954 - Commandant du navire ( Командир корабля)
- 1955  - Marin Tchijik (Матрос Чижик)
- 1955 - La mer appelle (Море зовёт)
- 1956  - Malva (Мальва)
- 1957  - Brûle, mon étoile (Гори, моя звезда)
- 1958  - Ch.P. - Urgence (Ч. П. — Чрезвычайное происшествие)
- 1959  - À tout prix (Любой ценой)
- 1960  - Loin de la patrie (Вдали от Родины)
- 1961  - Chant de la forêt (Лесная песня)
- 1962  - Bonjour, moucheron (Здравствуй, Гнат)
- 1962 - Fleur sur une pierre (Цветок на камне)
- 1963  - Helena Bay (Бухта Елены)
- 1963 - Le Lièvre et le Hérisson (animé) (Заяц и ёж (анимационный)
- 1964  - Les fusées ne doivent pas décoller (Ракеты не должны взлететь)
- 1966  - Ils n'étaient connus que de vue (Их знали только в лицо)
- 1968  - J'ai ramassé la potion tôt dimanche (film-pièce de théâtre) (В воскресенье рано зелье собирала (фильм-спектакль)
- 1972  - Connais-toi toi-même (Познай себя)
- 1973  - Page de journal (film-pièce de théâtre) (Страница дневника (фильм-спектакль)
- 1973 - Capitaine noir (Чёрный капитан)
- 1973 - Comment l'acier a été trempé (Как закалялась сталь)
- 1973 - 1976  - La pensée de Kovpak (3ème film "Carpates, Carpates...") (Дума о Ковпаке (3-й фильм «Карпаты, Карпаты…»)
- 1976  - Le destin du batteur (Судьба барабанщика)
- 1977  - Tachanka du sud (Тачанка с юга)
- 1980  - De l'insecte à la Vistule (От Буга до Вислы)
- 1981  - Tankodrome (Танкодром)

## Enregistrements
- L'Œuvre pour piano : (12 préludes, Humoresque, Toccata…) – Dimitri Tchesnokov, piano (2017-2018, 3 CD Piano Classics) (OCLC 1089254216)
- Prélude n°9 en mi majeur — Maria Domycky dans Poetic Moods, 2007

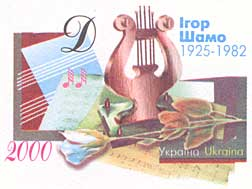
Timbre commémoratif Igor Chamo, émis en 2000.